# Федорців Ольга Євгенівна
Ольга Євгенівна Федóрців (нар. 9 березня 1956, с. Бичківці Чортківського району Тернопільської області, Україна) — українська вчена у галузі медицини, доктор медичних наук (1999), професор (2001) кафедри дитячих хвороб з дитячою хірургією Тернопільського національного медичного університету імені І. Я. Горбачевського.

## Життєпис
Оксана Євгенівна Федорців у 1980 році закінчила Тернопільський державний медичний інститут.
1981—1983 — дільнична лікар-педіатр дитячого поліклінічного відділення Тернопільської міської лікарні № 1.
1983—1984 — лікар-ординатор дитячого інфекційного відділу Тернопільської міської лікарні № 1.
Від 1988 — асистент, доцент (1992), від 1997 — професор кафедри педіатрії. 
1999-2016 — завідувачка кафедри дитячих хвороб Тернопільського державного медичного університету.

## Доробок
Підготувала 8 кандидатів медичних наук, 10 магістрів, 9 клінічних ординаторів. 
Автор 260 наукових праць, втому числі 2 монографій, 1 підручника англійською мовою, 5 навчальних посібників, 6 патентів, 15 інформаційних листів.